# Dominique Dropsy

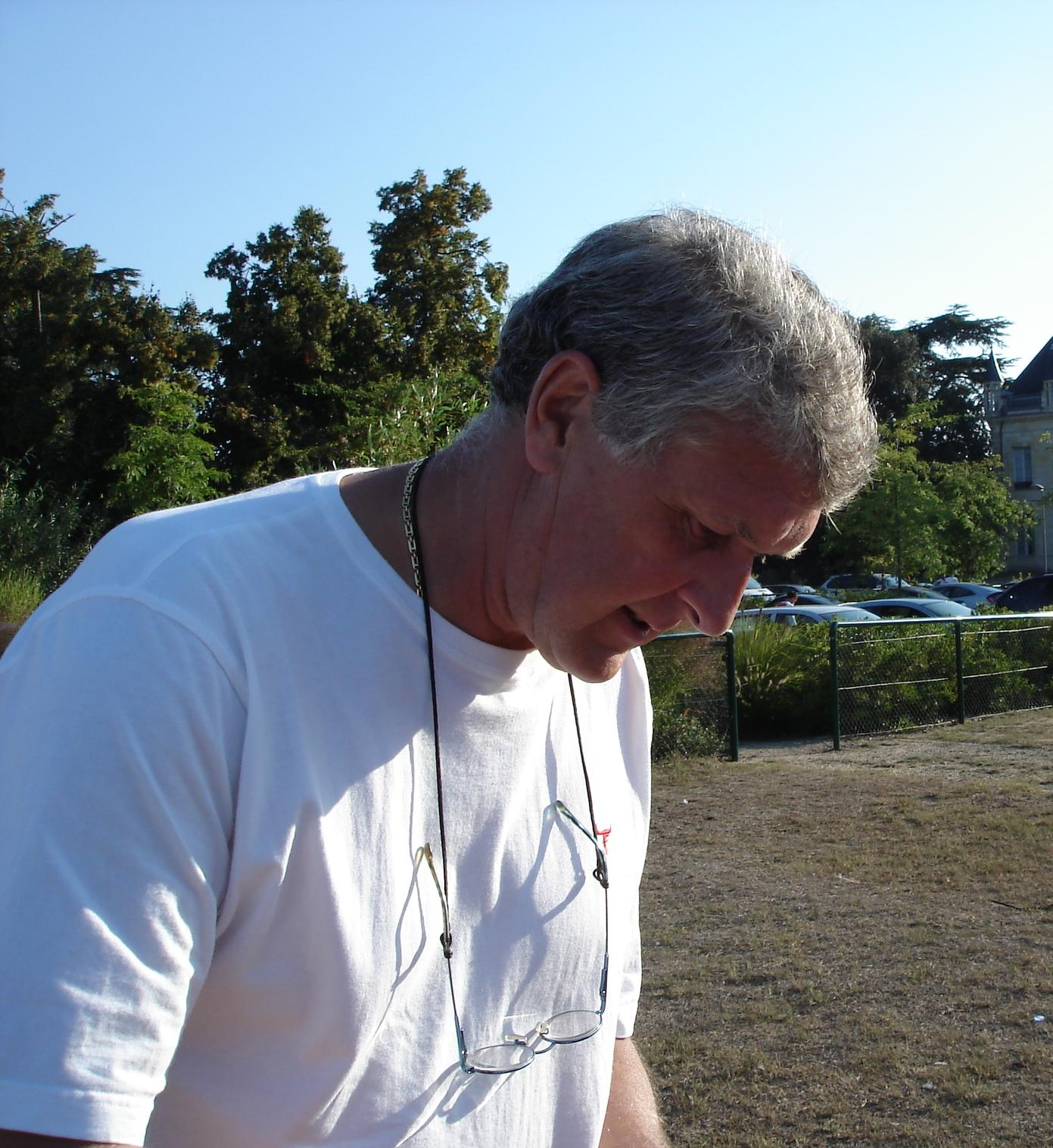
Dominique Dropsy (2005)

Dominique Dropsy (* 9. Dezember 1951 in Leuze; † 7. Oktober 2015) war ein französischer Fußballspieler.

## Vereinskarriere
Als Kind und Jugendlicher spielte der Torhüter bei einem Amateurverein in Hirson in der heimatlichen Picardie. 1970 unterschrieb er einen Vertrag bei der US Valenciennes-Anzin, für die er erstmals im August 1972 in einem Punktspiel der Division 1 das Tor hütete (1:1 gegen Olympique Nîmes) und diesen Platz bis zum Saisonende verteidigte. Als Valenciennes am Saisonende 1972/73 in die zweite Liga absteigen musste, hätte ihn der Nachbar OSC Lille gerne verpflichtet; Dominique Dropsy nahm stattdessen aber lieber ein Angebot von Racing Strasbourg an.
Mit den Elsässern erlebte er in den folgenden elf Jahren Höhen und Tiefen: 1976 stieg er mit Strasbourg in die Division 2 ab, blieb diesmal aber bei dem Klub, der ein Jahr später prompt wieder in die höchste Spielklasse zurückkehrte. Der Aufsteiger wurde 1978 auf Anhieb Tabellendritter und gewann ein Jahr darauf, in der Saison 1978/79, sogar die Meisterschaft. Im Landespokal kam Dropsy mit dieser Mannschaft allerdings nur zweimal bis in das Halbfinale – im Meisterjahr und nochmals 1981 –, und auch in der Liga schloss Racing bis 1984 jeweils nur noch auf Mittelfeldrängen ab. Dafür wurde der Torhüter persönlich als konstantester Spieler der Saison 1980/81 mit der Étoile d’Or ausgezeichnet.
Die Stärken des „talentierten Modellathleten“ Dropsy lagen in seiner Fangsicherheit, seinem präzisen Abstoß und der Ruhe, die er auch auf seine Vorderleute ausstrahlte. Größte Schwäche war die Strafraumbeherrschung: er zögerte nicht selten, wenn bei hohen Hereingaben sein Eingreifen außerhalb des Fünfmeterraums gefragt war.
Nach 372 Erstligaspielen in 11 Jahren bei Strasbourg – entsprechend einem Saisonmittel von 34 Einsätzen, was bedeutet, dass Dominique Dropsy kaum einmal verletzt war – wechselte der inzwischen 32-Jährige 1984 zum amtierenden Meister Girondins Bordeaux. Hier holte er in den folgenden vier Spielzeiten nach, was er an Titeln bei seinen vorherigen Klubs nur einmal gewinnen konnte: je zwei Meisterschaften (1985 und 1987, dazu die Vizemeisterschaft 1988) sowie zwei Siege im Pokal, der Coupe de France (1986 und 1987), wobei der Doppelerfolg 1987 den Girondins und Dropsy persönlich auch noch das Double bescherte. Beide Pokalendspiele gewann Bordeaux gegen Olympique Marseille (mit 2:1 n. V. bzw. 2:0), und das Geheimnis der Erfolge dieses Klubs lässt sich anhand der Namen von Dropsys Mitspielern erklären: Trainer Aimé Jacquet bot in den Finals unter anderem Patrick Battiston, Léonard Specht, Gernot Rohr, Alain Roche, René Girard, Jean Tigana, Alain Giresse, Bernard Lacombe, Jean-Marc Ferreri, Uwe Reinders und Zlatko Vujović auf.
Zudem erreichte Dropsy zweimal das Halbfinale in europäischen Vereinswettbewerben: 1985 bedeutete im Europapokal der Landesmeister die Niederlage gegen Juventus Turin (0:3 in Turin, 2:0 vor eigenem Publikum) das Aus, 1987 beendete der 1. FC Lokomotive Leipzig im Pokalsiegercup 1987 sogar erst im Elfmeterschießen weitergehende Hoffnungen der Girondins. Insbesondere das knappe Scheitern gegen die DDR-Mannschaft (Bordeaux verlor zunächst auf eigenem Platz mit 0:1 und gewann das Rückspiel im Zentralstadion mit dem gleichen Ergebnis, hatte im anschließenden Strafstoßschießen aber mit 5:6 das schlechtere Ende für sich) traf den Torhüter auch Jahre später noch tief: „Das war sehr, sehr bitter. Wir waren die deutlich bessere Elf – und? Im Ergebnis hatten wir gar nichts davon.“
Seine letzte Saison bei Bordeaux verlief demgegenüber eher ereignisarm; allerdings stellte Dominique Dropsy mit seinem letzten Punktspieleinsatz Ende April 1989 einen Rekord von 596 Partien in der Division 1 auf, der erst fünf Jahre später von einem anderen Profi (Torhüter Jean-Luc Ettori hat noch sechs Spiele mehr absolviert) überboten wurde – und bis zu Dropsys Tod immer noch den dritten Rang in der Liste der französischen Rekordspieler aller Zeiten bedeutete.

### Stationen
- Hirson
- Union Sportive Valenciennes-Anzin (1970–1973)
- Racing Club de Strasbourg (1973–1984, davon 1976/77 in D2)
- Girondins de Bordeaux (1984–1989)

## In der Nationalmannschaft
Zwischen Juni 1978 und Mai 1981 bestritt Dropsy 17 A-Länderspiele für Frankreich. Dabei debütierte er – obwohl eigentlich nur die Nummer 3 im Aufgebot der Bleus hinter Baratelli und Bertrand-Demanes – während der Weltmeisterschaft 1978 im letzten Gruppenspiel der Vorrunde (3:1 gegen Ungarn), das allerdings auch nur noch statistischen Wert besaß, weil beide Teams bereits ausgeschieden waren. Nach diesem Turnier setzte er sich unter Nationaltrainer Hidalgo als Stammtorwart durch, bestritt unter anderem fünf der sechs Qualifikationsspiele zur EM 1980 und die ersten vier Partien in der WM-Qualifikation für 1982. Dabei lastete man ihm in der veröffentlichten Meinung insbesondere ein kurioses Gegentor im Spiel gegen die Niederlande (März 1981, Endstand 0:1) an, als ein 30-m-Schuss von Arnold Mühren zunächst gegen den Pfosten klatschte, von dort gegen Dropsys Nacken sprang und ins Tor kullerte.
Gegen Mannschaften aus deutschsprachigen Ländern hütete Dominique Dropsy das französische Tor dreimal: gegen Luxemburg (1978 beim 3:1-, 1979 beim 3:0-Sieg) sowie gegen Deutschland 1980 bei der 1:4-Niederlage in Hannover. Sein letztes Länderspiel absolvierte er 1981 gegen Brasilien (1:3 im Prinzenpark); anschließend löste ihn zunächst Jean Castaneda und ab der Weltmeisterschaft 1982 Jean-Luc Ettori in der Nationalelf ab.

## Palmarès
- Französischer Meister: 1979, 1985, 1987 (und Vizemeister 1988)
- Französischer Pokalsieger: 1986, 1987
- 17 A-Länderspiele für Frankreich (1978–1981); WM-Teilnehmer 1978
- 596 Spiele in der Division 1, davon 38 für Valenciennes, 372 für Strasbourg, 186 für Bordeaux[8]
- 42 Einsätze in den Europapokalwettbewerben, davon 12 für Strasbourg und 30 für Bordeaux;[9] Halbfinalist im Landesmeistercup 1985 und im Pokalsiegercup 1987
- Gewinner der Étoile d’Or 1980/81

## Leben nach der Spielerkarriere
Nach seinem Abschied als Aktiver arbeitete Dropsy weiterhin für Girondins Bordeaux, beispielsweise in der Talentsichtung von Kindern und der Durchführung von Ferien-Trainingslagern für Jugendliche (Cap Girondins, zeitweise gemeinsam mit Gernot Rohr und Marius Trésor). Von 1990 bis 1998 kümmerte er sich um die Torhüterausbildung in Bordeaux’ Nachwuchszentrum Le Haillan und war bis in die 2010er Jahre Torwarttrainer bei den Profis. Dabei hatte er nicht nur Nationalkeeper wie Ulrich Ramé unter seinen Fittichen, sondern auch für kurze Zeit seinen Sohn Damien, der sich allerdings nicht durchzusetzen vermochte.
Im März 2011 wurde bei ihm akute Leukämie diagnostiziert. Einige Monate nach einer Knochenmarktransplantation kehrte er zu den Girondins zurück, konnte aber auch im Mai 2012 seine Tätigkeit noch nicht wieder aufnehmen. Am 7. Oktober 2015 starb Dominique Dropsy an den Folgen dieser Krankheit.